# DYS (gruppo musicale)
I DYS sono un gruppo hardcore punk straight edge statunitense di Boston, tra i più importanti della scena hardcore locale.

## Storia del gruppo
Il nome del gruppo trae ispirazione dal Department of Youth Services (Dipartimento servizi per la gioventù), un ente governativo del Massachusetts che si occupa di delinquenza minorile e del recupero dei giovani responsabili di atti criminali (l'equivalente dei riformatori italiani)..
I DYS, nella loro breve carriera, hanno pubblicato due LP, Brotherhood nel 1983 con la X-Claim! Records e l'eponimo DYS nel 1984 con la Modern Method Records, per poi sciogliersi nel 1985.
All'inizio degli anni novanta entrambi i primi due album sono stati ristampati su LP e MC dalla Taang! Records ma con differenti titoli e copertine (Wolfpack al posto di Brotherhood e Fire & Ice invece di DYS) e, nel caso della ristampa del primo album, anche con l'aggiunta di alcuni brani assenti nella versione originale. Nel 1993 sempre un Taang! Records ha ripubblicato queste due versioni in un solo CD dal titolo Fire & Ice/Wolfpack.
Solo nel 2005 Brotherhood verrà ristampato in CD, in una edizione fedele all'originale, con lo stesso titolo, la stessa copertina e le stesse tracce della prima edizione, con la sola aggiunta, in coda, di una versione demo inedita del brano Wolfpack, che vede la partecipazione degli Hüsker Dü, differente dalla versione già inclusa nella precedente riedizione Wolfpack.

## Discografia

### Album di studio
- 1983 - Brotherhood
- 1984 - DYS

### Riedizioni
- 1990 - Wolfpack (Ristampa del primo album con l'aggiunta dell'inedito Wolfpack come prima traccia e di altri tre brani inediti in chiusura)
- 1991 - Fire & Ice (Ristampa del secondo album con un altro titolo)
- 1993 - Fire & Ice/Wolfpack (Ripubblicazione in un unico CD delle due precedenti ristampe)
- 2005 - Brotherhood (Ristampa fedele all'originale del primo album in CD con l'aggiunta di una differente versione del brano Wolfpack)

### Compilation
- 1993 - Faster & Louder: Hardcore Punk, Vol. 2 - Wolfpack

## Formazione
- Dave Smalley - voce
- Andy Strahan - chitarra
- Jonathan Anastas - basso
- Dave Collins - batteria in Brotherhood
- Ross Luongo - batteria in DYS